# Таллинская Кесклиннаская Русская гимназия
Та́ллинская Ке́склиннаская Ру́сская гимна́зия (ТКРГ) (эст. Tallinna Kesklinna Vene Gümnaasium, TKVG) — образовательное учреждение начального, основного и среднего образования. Находится в городе Таллине, столице Эстонии. 
Основана в 1923 году как Ревельская городская объединённая гуманитарная и реальная гимназия с русским языком обучения. Является первой городской (государственной) русской гимназией в Эстонии. Первоначально располагалась в небольшом здании по адресу Нарвское шоссе, 6а. В настоящее время располагается по адресу ул. Ф. Р. Крейцвальда, 25. За 3 года до этого в Таллине была открыта Частная русская гимназия — первая гимназия с обучение на русском языке, которая работала до 1940 года. 
1 сентября 2014 года в рамках программы по реорганизации школьной сети к гимназии была присоединена Таллинская гимназия Юхкентали. Школа получила в распоряжение второе здание по адресу улица Юхкентали 36.

## Названия школы в разные годы
- 1923—1934 — Ревельская городская объединённая гуманитарная и реальная гимназия с русским языком обучения (эст. Vene õppekeelega Tallinna linna ühendatud humanitaar- ja reaalgümnaasium);
- 1934—1937 — Таллинская городская русская гимназия и средняя школа (эст. Tallinna linna vene gümnaasium ja keskkool);
- 1937—1940 — Таллинская городская 6-я гимназия и 6-я прогимназия (эст. Tallinna VI Gümnaasium ja Tallinna VI progümnaasium);
- 1941—1944 — Таллинская 6-я гимназия (эст.  Tallinna 6. gümnaasium);
- 1944—1998 — Таллинская 6-я средняя школа (эст. Tallinna 6. Keskkool);
- с 1999 года — Таллиннская Кесклиннаская Русская гимназия[3].

## Описание школы
Язык обучения в основной школе — русский, а с 2024 года в 1-м и 4-м классах начался переход на эстонский язык обучения. С 1-го класса ученики углубленно изучают робототехнику и информационные технологии, а также некоторые предметы на английском языке. С 5-го класса ученики углубленно изучают английский и эстонский языки. В гимназии есть два направления обучения: STREAM-предметы (Science, Technology, Reading, Engineering, Arts, Mathematics) и обществознание, а также углубленное изучение английского языка. Ученики также изучают финский, немецкий, китайский и французский языки.
По состоянию на май 2025 года в школе насчитывалось 1078 учеников, из них 50 % мальчики, 50 % девочки.

## Адреса школы в разные годы
- 1923—1931 — Нарвское шоссе, д. 6а;
- 1931—1935 — ул. Кару, д. 16;
- 1935—1944 — ул. Пикк, д. 69;
- с 1944 года — ул. Ф. Р. Крейцвальда, д. 25[3].

## История школы
В 1920—1930-е годы гимназия была единственной  в Эстонии русской средней школой, где было реальное отделение и раздельное обучение мальчиков и девочек. В реальном  отделении обучались только мальчики, в гуманитарном — девочки. Обучение во всех учебных заведениях в Эстонии в 1920—1940 годах было платным, и, несмотря на то, что плата в государственных школах была намного ниже, чем в частных, для малообеспеченных русских семей это зачастую было почти непосильным бременем. По существовавшим в то время законам, 25 % особо нуждающихся учащихся были полностью освобождены от платы за обучение.  
В гимназию ученики приходили после окончания начальных школ. Преподавателями гимназии были люди, получившие образование в царское время. Первый директор гимназии — Григорий Васильевич Бархов, до этого возглавлял Везенбергскую гимназию, был директором Юрьевской гимназии императора Александра I Благословенного. Он умер 13 июля 1928 года в возрасте 69 лет. Следующий директор, выпускник Киевского университета Александр Симонович Пешков, со дня основания гимназии преподавал в ней историю. После присоединения Эстонии к СССР, 25 сентября 1940 года приказом комиссара народного просвещения он был снят с должности директора, как враждебный советской власти, вскоре арестован и расстрелян по обвинению в сотрудничестве с генералом Н. Н. Юденичем в годы Гражданской войны. 
В гимназии работали:

1) астрономический кружок;

2) кружек любителей природы;

3) художественный кружок;

4) спортивный клуб «Маяк», который помимо проведения спортивных мероприятий организовывали доклады, устраивал диспуты на различные социальные темы. В клубе было около 80 участников, и его девиз звучал так: «Бороться со злом в самом себе, в окружающих и в окружающем!»;

5) спортивное общество «Русь», организатор футбольных, легкоатлетических, лыжных и баскетбольных команд.   
Школьная команда общества «Русь» по баскетболу выиграла чемпионат Эстонии в 1928, 1931 и 1932 годах, в 1930 году выиграла «Кубок Ревеля» и стала чемпионом Прибалтики. Участники общества «Русь» также выступали на турнирах во Франции, Швейцарии, Чехословакии, Польши, Латвии. На Летних олимпийских играх 1936 года в составе команды Эстонии было 6 учеников и выпускников ТКРГ.
В годы Второй мировой войны  гимназия не прекратила свою работу. Немецкие оккупационные власти сочли нецелесообразным закрывать русское учебное заведение, но приказали пересмотреть содержание некоторых учебных программ. Аттестаты выдавали на двух языках: русском и немецком. Ученики были обязаны летом отрабатывать трудовую повинность — как правило, в сельском хозяйстве. Без справки о выполненной трудовой повинности не переводили в следующий класс и не выдавали аттестата. 9 марта 1944 года в 6-й гимназии должен был состояться акт вручения аттестатов выпускным гимназическим классам, но в ночь на 9 марта советские бомбардировщики бомбили центральную часть Таллина, и церемония не состоялась. При бомбёжке погиб учитель географии Иван Иванович Ларионов, работавший в гимназии со дня её основания. Выдача аттестатов состоялась 12 марта.
В 2007 году, по итогам государственных экзаменов, ТКРГ среди русских гимназий Таллина заняла первое место, в 2008 году — третье. 
В связи с переходом в 2024 году всех русских школ на эстонский язык обучения, в стране был поднят вопрос о переименовании учебных заведений, содержащих в своём названии слово «русская». В ноябре 2024 года было принято решение о переименовании двух школ: с 1 сентября 2025 года Русская гимназия Хааберсти будет называться Таллинская гимназия Хааберсти (эст. Tallinna Haabersti Gümnaasium), Ласнамяэская русская гимназия будет носить название Гимназия Тяхесаю (эст. Tähesaju Gümnaasium). По состоянию на начало июня 2025 года в стране ещё оставались Таллинский Линнамяэский Русский лицей, Таллинский Ыйсмяэский Русский лицей и Таллинская Кесклиннаская Русская гимназия. В декабре 2024 года в Тарту была переименована Тартуская школа имени Александра Пушкина — её новым названием стало Тартуская школа Йогентага (эст. Tartu Jogentaga Kool).

## История современного здания

Школьное здание на ул. Ф. Р. Крейцвальда

Здание школы на улице Ф. Р. Крейцвальда было построено в 1935 году для Частной гимназии Эльфриде Лендер (эст. Elfriede Lenderi Eragümnaasium), основанной в 1907 году. Архитектор здания — Герберт Йохансон (1888—1964). Обучение в школе шло на русском языке, с 1918 года — на эстонском языке. В 1940 году на основе этой гимназии и части Таллинского частного колледжа (эст. Tallinna Erakolledž) была создана Таллинская 8-я средняя школа, а здание бывшей гимназии Э. Лендер было передано русской гимназии. Во время войны в здании размещался немецкий госпиталь. Учёба в новом здании и по новым, советским учебным программам, началась в 1944 году, после окончания немецкой оккупации Эстонии.

## Директора школы
- 1923—1928 — Григорий Бархов
- 1928—1940 — Александр Пешков
- 1941—1944 — Маргарита Лензин
- 1944—1947 — Мария Вольская
- февраль 1947 — октябрь 1947 — Зинаида Махновецкая
- 1947 —1960 — Валерия Антон
- 1960—1964 — Григорий Петрушин
- 1964—1990 — Григорий Зотов
- 1990—1998 — Ирина Ромашечкина
- 1998—2009 — Вячеслав Гусаров
- с 2009 года — Сергей Теплов[3].

## Известные ученики и выпускники
Гимназию в разные годы её существования окончили или в ней обучались: 
- Патриарх Московский и всея Руси Алексий II
- Митрополит Таллинский и всея Эстонии Корнилий (Якобс)
- Дмитрий Владимирович Брунс — главный архитектор г. Таллина в 1960—1980-х годах
- Рудольф Фердинандович Итс — советский этнограф, профессор, доктор исторических наук
- Николай Андреев — историк и литературный критик, директор Кондаковского института в Праге, профессор Кембриджского университета (1948)
- Юрий Павлович Иваск — поэт, литературовед, профессор Массачусетского университета США
- Сергей Львович Левицкий — философ
- Александр Николаевич Гаврилов — основатель клинической онкологии в Эстонии; заслуженный врач Эстонской ССР
- Григорий Ермович Кроманов — советский и эстонский кинорежиссёр; заслуженный деятель искусств Эстонской ССР
- Иоанн Фёдорович Лысов — баскетболист, серебряный призер олимпийских игр (1952)
- Давид Исаакович Всевиов — советский и эстонский учёный-историк, профессор Эстонской академии художеств
- Яна Вячеславовна Есипович — российская актриса театра и кино
- Павел Владимирович Ворожцов — эстонский и российский актёр театра и кино
- Ирина Эмбрих — эстонская фехтовальщица на шпагах, чемпионка мира и Европы, многократный призёр чемпионатов мира, Европы и Европейских игр